# ATBF1
Zinc finger homeobox protein 3 (ATBF1) là một protein ở người được mã hóa bởi gen ZFHX3 gene.